# Liste der Monuments historiques in La Croix-en-Brie
Die Liste der Monuments historiques in La Croix-en-Brie führt die Monuments historiques in der französischen Gemeinde La Croix-en-Brie auf.

## Liste der Bauwerke
| Bezeichnung            | Beschreibung                  | Standort | Kennzeichnung | Schutzstatus | Datum | Bild           |
| ---------------------- | ----------------------------- | -------- | ------------- | ------------ | ----- | -------------- |
| Kirche St-Loup-de-Sens | Erbaut ab dem 13. Jahrhundert | (Lage)   | PA00086918    | Inscrit      | 1963  | weitere Bilder |

## Liste der Objekte

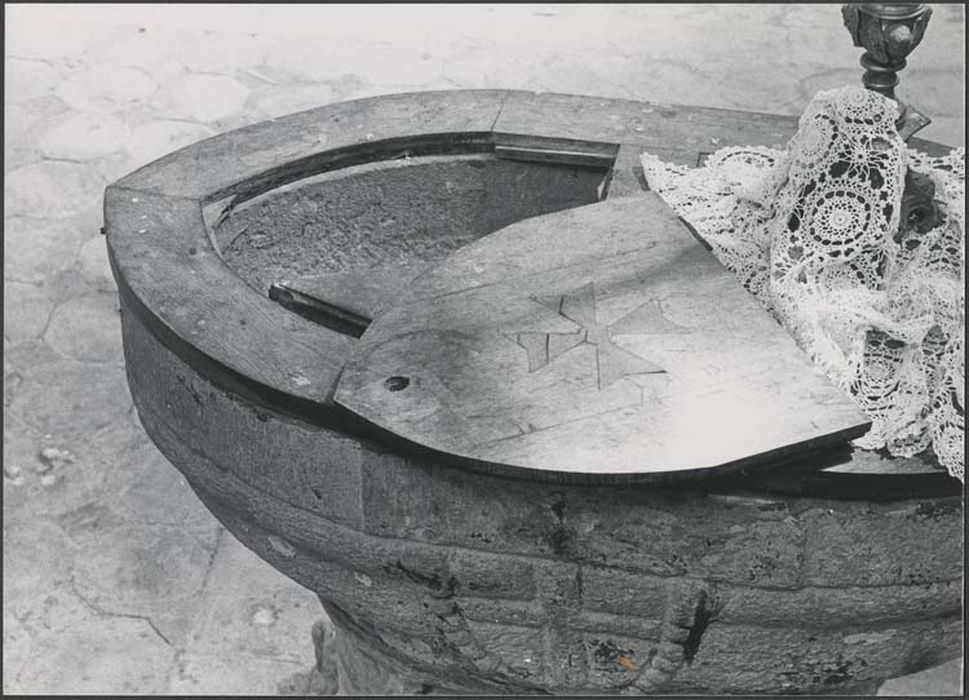
Taufbecken aus dem Jahr 1555 in der Kirche St-Loup-de-Sens

- Monuments historiques (Objekte) in La Croix-en-Brie in der Base Palissy des französischen Kultusministeriums